# Bistrivode
Bistrivode (cyr. Бистриводе) – wieś w Bośni i Hercegowinie, w Republice Serbskiej, w gminie Višegrad. W 2013 roku liczyła 45 mieszkańców.